# コンスピラシーX
コンスピラシーX（コンスピラシー・エックス、原題：Conspiracy X）は、現代に流布する都市伝説や陰謀論を設定にとりこんだSFテーブルトークRPG。1996年にNew Millennium Entertainment 社が発売、1997年よりEden Studios社が買収し以降は同社が販売・サポートを行っている。
巷間される陰謀論がすべて事実であるとした独特の世界観で展開されるゲームであり、プレイヤーが属する「イージス」と呼ばれる正義の秘密結社が、悪の「ブラックブック」一団と対決することが基本コンセプトとなる。
宇宙人や超能力者などが既知の事実として登場するのが特徴である。独立に、同様の世界観を利用したゲームのイルミナティ（カードゲーム）がある。